# William Wilson Corcoran
Pour les articles homonymes, voir William Wilson (homonymie) et Wilson.
William Wilson Corcoran (1798–1888) est un banquier américain, philanthrope et collectionneur d'art.
Corcoran est né à Georgetown dans le district de Colombia.